# Turecký červený půlměsíc
Turecký červený půlměsíc (turecky Türk Kızılayı neboli také zkráceně Kızılay) je největší tureckou humanitární organizací momentálně fungující jako součást Mezinárodního červeného kříže.

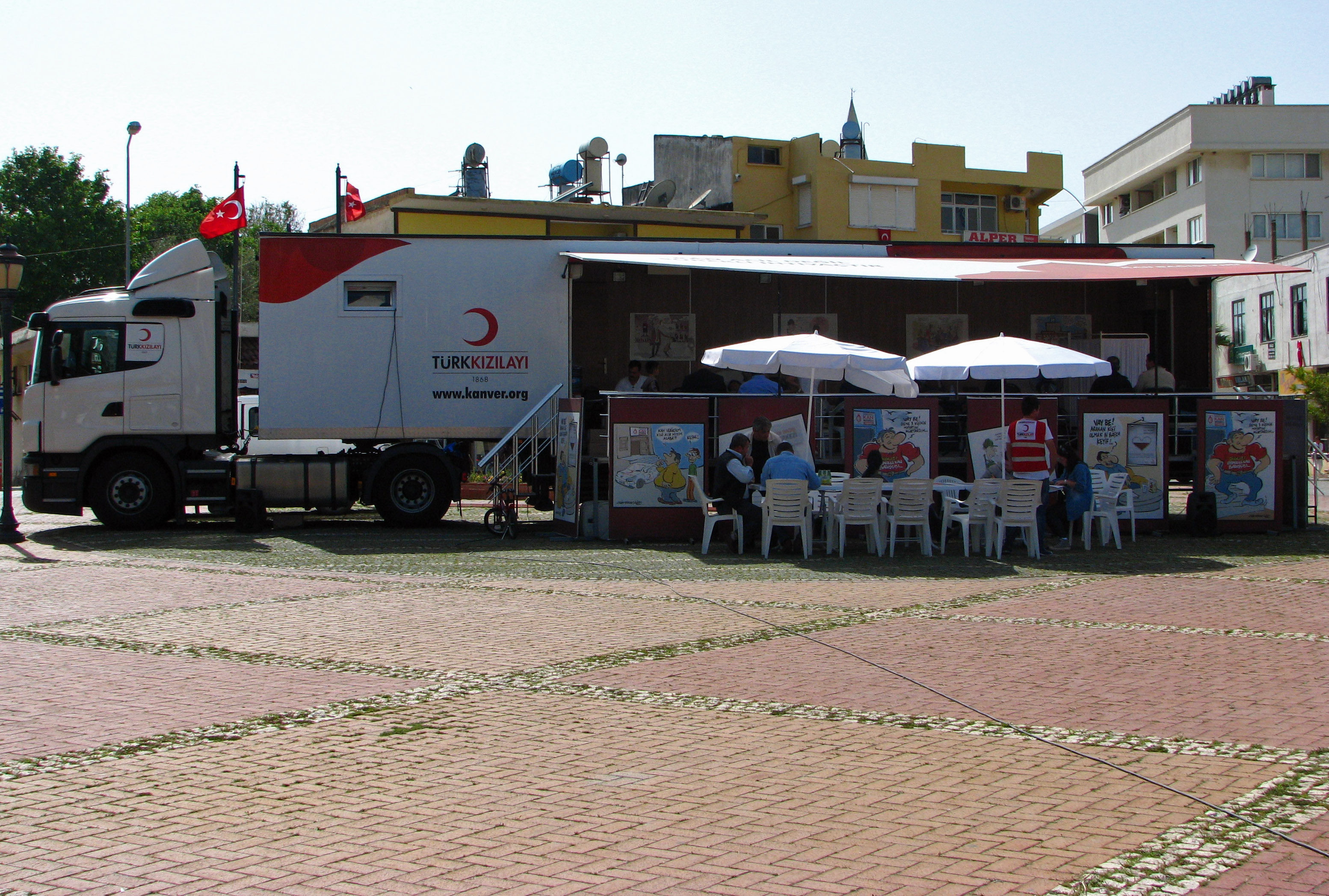
Krevní zásobárna Tureckého červeného půlměsíce v Gazipaşe

## Historie
Historie organizace sahá až do dob Osmanské říše, konkrétně do 11. června 1868, kdy vznikla pod jménem „Hilâl-i Ahmer Cemiyeti“ (název „Hilal e Ahmar“ (هلال احمر) je i dnes nadále používán v arabštině). V roce 1935, kdy došlo k založení Turecké republiky Mustafou Kemalem Atatürkem, dostala svůj dnešní název Kızılay. Stejně jako ostatní i ona funguje jako nevládní organizace. Všechny organizace Červeného kříže a Červeného půlměsíce působící na území dřívější Osmanské říše jsou nástupci Tureckého červeného půlměsíce.